# Біджан (село)
Біджан (рос. Биджан) — село у Ленінському районі Єврейської автономної області Російської Федерації.
Входить до складу муніципального утворення Біджанське сільське поселення. Населення становить 1635 осіб (2010).

## Історія
Згідно із законом від 26 листопада 2003 року органом місцевого самоврядування є Біджанське сільське поселення.

## Населення
| 2002 | 2010  |
| ---- | ----- |
| 2002 | ↘1635 |